# Revolta Moçárabe de Coimbra

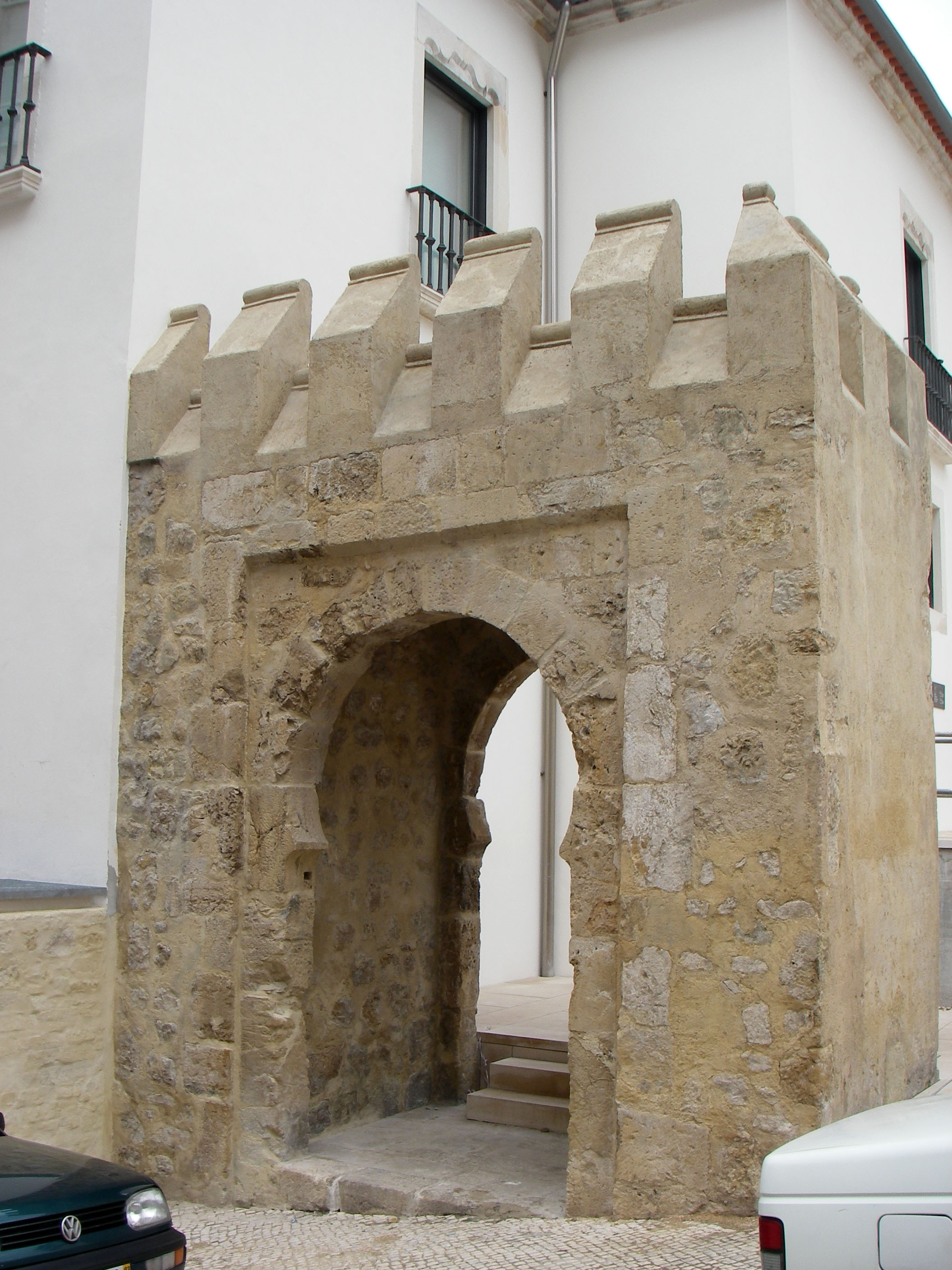
Porta moçárabe em Coimbra

A Revolta Moçárabe de Coimbra deu-se em 1111, quando os habitantes moçárabes da cidade se sublevaram contra o conde D. Henrique e os seus oficiais.

## História
Coimbra fora definitivamente reconquistada aos mouros em 1064 e, em 1094, integrou os domínios de D. Henrique, conde de Portugal. Na cidade residia uma numerosa comunidade de moçárabes, cristãos arabizados e seguidores do rito visigótico.
Em 1111, os moçárabes sublevaram-se e expulsaram da cidade Múnio Barroso e Ebrardo, talvez governadores de D. Henrique na cidade ou então cobradores de impostos.
O conde D. Henrique encontrava-se ausente mas, ao voltar a Coimbra, os moçárabes resistiram-lhe. A revolta só pôde ser pacificada após a outorga à cidade de um novo foral de privilégios, que substituía o de 1085 e mediante o qual Múnio Barroso e Ebrardo não eram mais admitidos dentro do seus muros. Em troca, os líderes da rebelião eram também exilados e os moçárabes aceitavam não fazer alianças com outros nobres nem nunca mais voltar a pegar em armas contra o conde D. Henrique.